# Joseph Auslander
Joseph Auslander (geboren 11. Oktober 1897 in Philadelphia; gestorben 22. Juni 1965 in Coral Gables) war ein US-amerikanischer Dichter.

## Leben

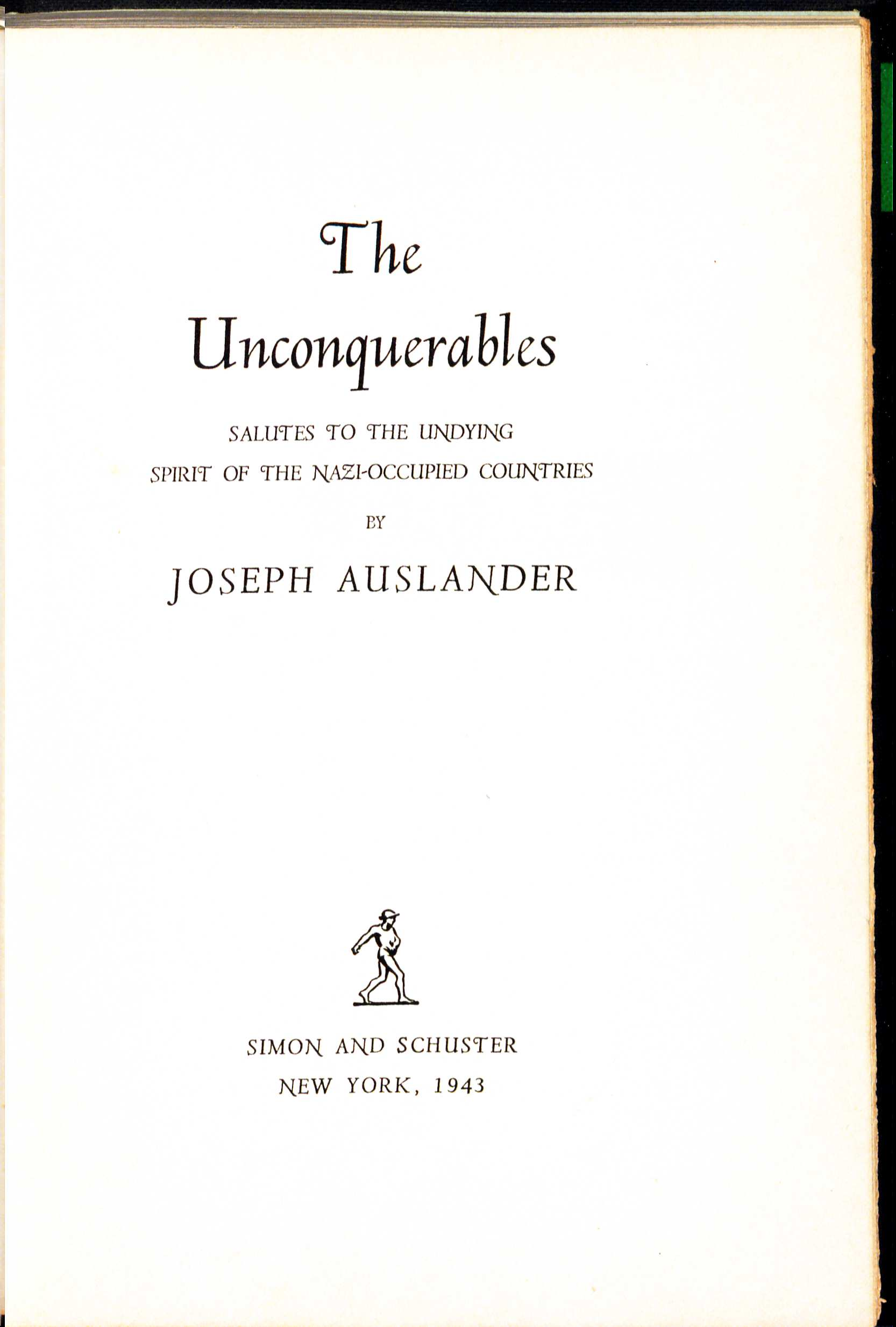
Joseph Auslander: The Unconquerables (1943)

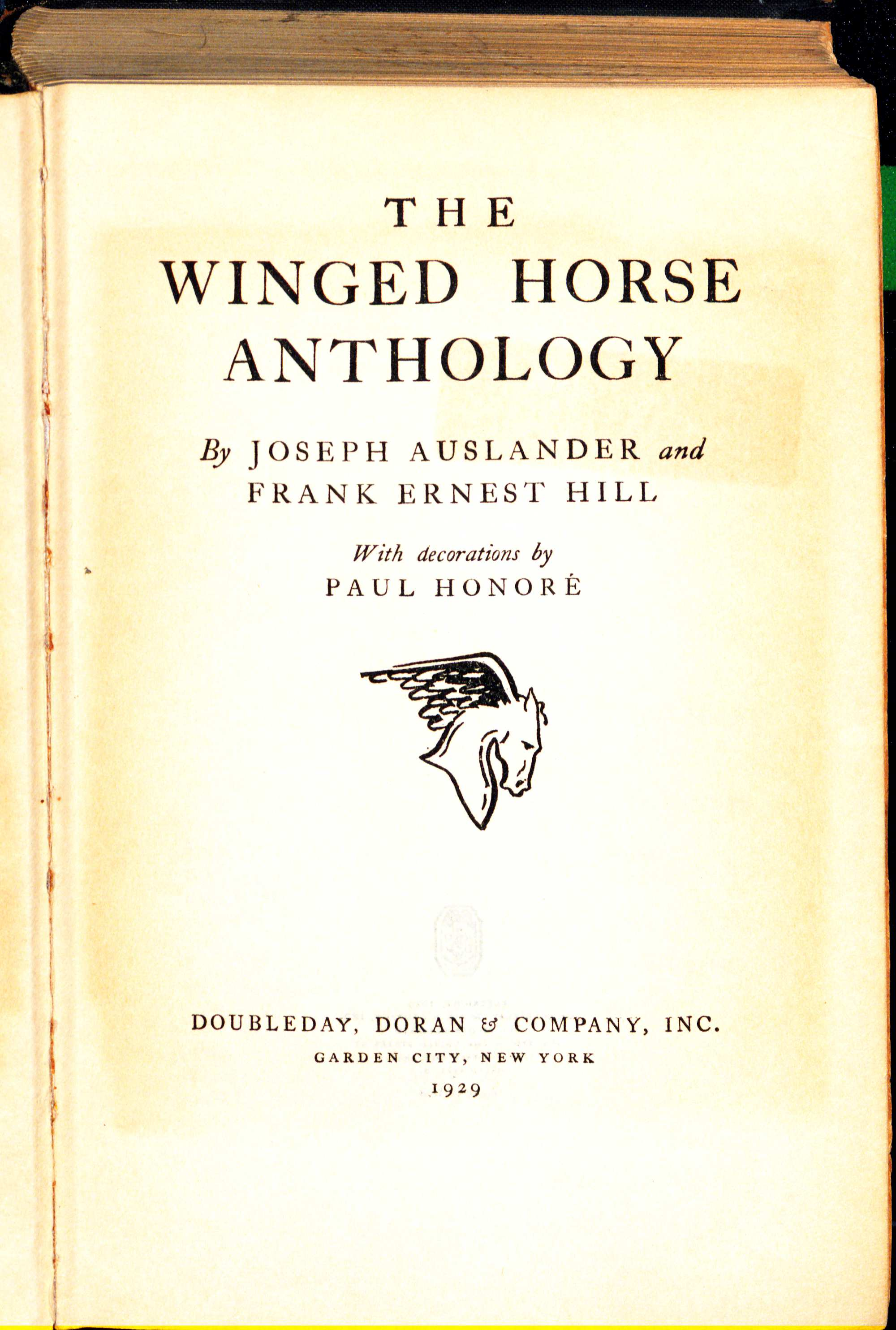
The Winged Horse Anthology (1929)

Joseph Auslander studierte an der Columbia University und an der Harvard University und graduierte 1917. Er arbeitete als Englischlehrer und studierte später noch mit einem Stipendium an der Sorbonne in Paris. 1929 wurde er Lecturer für Poetik an der Columbia University. Auslanders erster Gedichtband erschien 1924. Sein „narrative poem“ Hell in Harness widmete er 1929 Ogden Nash. Er gab mit Frank Ernest Hill eine Gedichtanthologie heraus, für die die beiden auch einen zweiten Band mit einer Geschichte der Poetik verfassten. Die beiden Bücher wurden zu einer Standardlektüre im Unterrichtswesen.
Auslander war seit 1932 in zweiter Ehe mit der Schriftstellerin Audrey Wurdemann (1911–1960) verheiratet, die 1935 den Pulitzer Prize for Poetry gewann. Sie lebten zunächst in New York City und ab 1937 in Washington, D.C.; sie schrieben gemeinsam zwei Romane.
Auslander schrieb im Zweiten Weltkrieg neun Gedichte für die von Nazi-Deutschland besetzten Nationen Frankreich, Tschechoslowakei, Norwegen, Polen, Niederlande, Belgien, Griechenland, Luxemburg und Jugoslawien unter dem Titel The Unconquerables, die Gedichte erschienen in den amerikanischen Zeitungen und fanden auch auf Plakaten Verbreitung, bevor Auslander sie 1943 in einem Band zusammenfasste.
Auslander war von 1937 bis 1941 der erste Consultant for Poetry (später lautete der Titel „Poet Laureate“) der Library of Congress. 

## Werke (Auswahl)
- Sunrise Trumpets. New York : Harper, 1924
- Cyclop's Eye. New York : Harper & Brothers, 1926
- Historia amoris mea. New York : Harold Vinal, 1927
- mit Frank Ernest Hill: The Winged Horse. The Story of the Poets and their Poetry. Garden City : Doubleday, 1927
- mit Frank Ernest Hill (Hrsg.): The Winged Horse. Anthologie. 1929
- Letters to Women. New York : Harper & Brothers, 1929
- Hell in Harness. Illustrationen Ervine Metzl. Garden City : Doubleday, Doran & Company, Inc., 1929
- Petrarca: The Sonnets of Petrarch. Übersetzung in Englische Joseph Auslander. London : Longmans, Green and Company, 1931
- No Traveller Returns: A Book of Poems. New York : Harper & Brothers, 1933
- More Than Bread: A Book of Poems.  New York : Macmillan company, 1936
- Riders at the Gate.  New York : The Macmillan co., 1938
- The Unconquerables: Salutes to the Undying Spirit of the Nazi-Occupied Countries. New York : Simon & Schuster, 1943 (Saturday Evening Post, 1941)
- mit Audrey Wurdemann: My Uncle Jan,: A Novel. London : Longmans, Green and Company, 1948
- mit Audrey Wurdemann: The Islanders. London : Longmans, Green, 1951